# Keith Griffith
Keith Grell Griffith (Saint James, 1º gennaio 1947 – Saint James, 13 gennaio 2025) è stato un allenatore di calcio barbadiano.

## Carriera
Allenò due volte la nazionale del suo Paese, tra il 1994 ed il 1996 e tra il 2002 ed il 2003. Nel 2011 divenne il direttore tecnico della Nazionale di calcio delle Isole Vergini Americane.